# Canton de Plouigneau
Le canton de Plouigneau est une circonscription électorale française située dans le département du Finistère et la région Bretagne.

## Histoire
Le canton de Plouigneau a été créé en 1829. Il s'appelait auparavant canton du Ponthou.
Lors des élections cantonales de 1895, le journal La Croix écrit que le comte de Guerdavid est élu conseiller général avec 800 voix d'avance sur M.Jaouen (sectaire) [L'emploi du terme "sectaire" désigne en fait un candidat républicain].
Un nouveau découpage territorial du Finistère entre en vigueur à l'occasion des élections départementales de mars 2015, défini par le décret du 13 février 2014, en application des lois du 17 mai 2013 (loi organique 2013-402 et loi 2013-403). Les conseillers départementaux sont, à compter de ces élections, élus au scrutin majoritaire binominal mixte. Les électeurs de chaque canton élisent au Conseil départemental, nouvelle appellation du Conseil général, deux membres de sexe différent, qui se présentent en binôme de candidats. Les conseillers départementaux sont élus pour 6 ans au scrutin binominal majoritaire à deux tours, l'accès au second tour nécessitant 12,5 % des inscrits au 1er tour. En outre la totalité des conseillers départementaux est renouvelée. Ce nouveau mode de scrutin nécessite un redécoupage des cantons dont le nombre est divisé par deux avec arrondi à l'unité impaire supérieure si ce nombre n'est pas entier impair, assorti de conditions de seuils minimaux. Dans le Finistère, le nombre de cantons passe ainsi de 54 à 27. Le nombre de communes du canton de Plouigneau passe de 7 à 17.
Le nouveau canton de Plouigneau est formé de communes des anciens cantons de Plouigneau (7 communes), de Saint-Thégonnec (1 commune), de Lanmeur (8 communes) et de Morlaix (1 commune). Le canton est entièrement inclus dans l'arrondissement de Morlaix. Le bureau centralisateur est situé à Plouigneau.

## Représentation

### Conseillers d'arrondissement (de 1833 à 1940)
| Période                                  | Période      | Identité                               | Étiquette   | Qualité |
| ---------------------------------------- | ------------ | -------------------------------------- | ----------- | --- |
| 1833                                     | 1842         | Jean-François Jaouen (1792-1845)       |             | Propriétaire, adjoint au maire de Plouigneau                                                                |
| 1842                                     | 1848         | Gilles Borven                          |             | Notaire, maire de Plougonven                                                                                |
|                                          |              |                                        |             | |
| 1871                                     | 1888 (décès) | Hyacinthe Guillaume Célestin Auffret   |             | Suppléant du juge de paix à Plouigneau                                                                      |
|                                          |              |                                        |             | |
| 1889                                     | 1895         | M. Keromen                             | Républicain | |
| 1904                                     | 1910         | Yves Fournis                           | Libéral     | Propriétaire à Prat-Allan, Plouigneau                                                                       |
| 1910                                     | 1922         | Pierre-Marie Le Bougeant               | RG          | Notaire à Plougonven, suppléant du juge de paix                                                             |
| 1922                                     | 1934         | Paul Le Rouge de Guerdavid (1883-1967) | URD         | Ancien colonel d'infanterie, propriétaire du Manoir de Kéraël, maire de Botsorhel (1908-1944)               |
| 1934                                     | 1940         | Jean-Pierre Coatanlem                  | Radical     | Maire de Plouigneau (1932-1944)                                                                             |
| 1940                                     |              |                                        |             | Les conseils d'arrondissement ont été suspendus par la loi du 12 octobre 1940 et n'ont jamais été réactivés |
| Les données manquantes sont à compléter. |              |                                        |             | |

### Conseillers généraux de 1833 à 2015
| Période     | Période           | Identité                                                                                                | Étiquette   | Qualité |
| ----------- | ----------------- | --- | ----------- | --- |
| 1833        | 1861              | Jean Marie Edouard Jamin (1794-?)                                                                       |             | Propriétaire, juge de paix du canton, percepteur, maire de Plouigneau                                                       |
| 1861        | 1864              | Comte Paul Le Rouge de Guerdavid                                                                        |             | Propriétaire à Botsorhel |
| 1864        | 1875 (décès)      | Comte Ange de Guernisac                                                                                 |             | Maire de Plouigneau (1860-1871)                                                                                             |
| 4 juin 1875 | 1895              | Armand Jaouen                                                                                           | Républicain | Propriétaire cultivateur, maire de Plouigneau (1871-1874, 1878-1893, 1896-1901) Député (1892-1893 et 1898-1901)             |
| 1895        | 1901              | Comte Gaston Le Rouge de Guerdavid (1850-1908, 3ème Comte de Guerdavid)                                 | Droite      | Maire de Botsorhel (1873-1908)                                                                                              |
| 1901        | 1907              | Yves Siliau                                                                                             | Républicain | Agriculteur Maire de Plouigneau (1912-1916)                                                                                 |
| 1907        | 1908 (annulation) | Armand Jaouen                                                                                           | Rad.        | Propriétaire cultivateur, maire de Plouigneau (1896-1901)                                                                   |
| 1908        | 1908 (décès)      | Comte Gaston Le Rouge de Guerdavid                                                                      | Droite      | Maire de Botsorhel (1873-1908)                                                                                              |
| 1908        | 1932 (décès)      | Armand Jaouen (père)                                                                                    | Rad.        | Propriétaire - Maire de Plouigneau (1921-1932)                                                                              |
| 1932        | 1937              | Armand Jaouen (fils)                                                                                    | Rad.ind.    | Maire de Plouigneau (1932-?)                                                                                                |
| 1937        | 1940              | Emile Le Roux                                                                                           | SFIO        | Agriculteur Maire de Plougonven                                                                                             |
|             |                   | |             | |
| 1943        | 1945              | Paul Le Rouge de Guerdavid (1883-1967)-(5ème Comte de Guerdavid, fils d'Auguste Le Rouge de Guerdavid)) |             | Ancien conseiller d'arrondissement, maire de Botsorhel (1908-1944) Nommé conseiller départemental en 1943                   |
|             |                   | |             | |
| 1945        | 1949              | Armand Prigent (1918-1981)                                                                              | SFIO        | Charron - Maire de Plougonven (1945-1948)                                                                                   |
| 1949        | 1951              | Paul Le Rouge de Guerdavid                                                                              | DVD         | Ancien officier, maire de Botsorhel                                                                                         |
| 1951        | 1964              | Yves Le Lann (1907-1964)                                                                                | SFIO→PSU    | Agriculteur Maire de Plouigneau (1945-1964)                                                                                 |
| 1964        | 1970              | Albert Larher (1908-1979)                                                                               | PSU         | Agriculteur Maire de Plougonven (1948-1979)                                                                                 |
| 1970        | 1976              | Armand Berthou (1921-1987)                                                                              | SFIO>PS     | Maire de Plouigneau (1964-1980)                                                                                             |
| 1976        | 1982              | René Le Nagard (1913-2000)                                                                              | PCF         | Officier de police, adjoint au maire de Plougonven                                                                          |
| 1982        | 2001              | Robert Moreau                                                                                           | PS          | Biochimiste Conseiller régional (1986-1998), maire de Plougonven (1996-2008) Suppléant de la députée Marie Jacq (1988-1993) |
| 2001        | 2008              | Joseph Urien                                                                                            | UMP         | Agriculteur Maire de Plouigneau (1980-2009)                                                                                 |
| 2008        | 2015              | Joëlle Huon                                                                                             | PS          | Agricultrice, syndicaliste (Confédération Paysanne) Vice-Présidente du Conseil Général Conseillère municipale de Plouigneau |

### Conseillers départementaux à partir de 2015
| Période élective | Période élective | Mandat | Mandat   | Identité          | Nuance | Nuance | Qualité |
| ---------------- | ---------------- | ------ | -------- | ----------------- | ------ | ------ | --- |
| 2015             | 2021             | 2015   | 2021     | Joëlle Huon       |        | PS     | Maire de Plouigneau depuis 2020 Vice-présidente du Pays de Morlaix                                         |
| 2015             | 2021             | 2015   | 2021     | Georges Lostanlen |        | PS     | Retraité Fonction publique Ancien Maire de Guimaëc Délégué à l’eau, aux espaces naturels et aux randonnées |
| 2021             | 2028             | 2021   | en cours | Joëlle Huon       |        | PS     | Conseillère sortante                                                                                       |
| 2021             | 2028             | 2021   | en cours | Pierre Le Goff    |        | DVG    | Cadre de la fonction publique Maire de Guimaëc                                                             |

### Résultats détaillés

#### Élections de mars 2015
| Candidats            | Candidats          | Partis      | Partis      | Premier tour | Premier tour | Second tour | Second tour |
| Candidats            | Candidats          | Partis      | Partis      | Voix         | %            | Voix        | %           |
| -------------------- | ------------------ | ----------- | ----------- | ------------ | ------------ | ----------- | ----------- |
| 1                    | Rolande Le Houérou |             | DVD         | 3 039        | 25,78        | 4 086       | 37,07       |
| 1                    | Yvon Tanguy        |             | DVD         | 3 039        | 25,78        | 4 086       | 37,07       |
| 2                    | Thierry Desmarres  |             | EÉLV        | 953          | 8,08         |             |             |
| 2                    | Christine Prigent  |             | EÉLV        | 953          | 8,08         |             |             |
| 3                    | Emeric Carriou     |             | FN          | 1 631        | 13,84        |             |             |
| 3                    | Francine Remacle   |             | FN          | 1 631        | 13,84        |             |             |
| 4                    | Joëlle Huon*       |             | PS          | 4 723        | 40,07        | 6 937       | 62,93       |
| 4                    | Georges Lostanlen  |             | PS          | 4 723        | 40,07        | 6 937       | 62,93       |
| 5                    | Martine Carn       |             | FG          | 1 442        | 12,23        |             |             |
| 5                    | Roger Héré         |             | PCF         | 1 442        | 12,23        |             |             |
|                      |                    |             |             |              |              |             |             |
| Inscrits             | Inscrits           | Inscrits    | Inscrits    | 22 501       | 100,00       | 22 498      | 100,00      |
| Abstentions          | Abstentions        | Abstentions | Abstentions | 10 217       | 45,41        | 10 440      | 46,40       |
| Votants              | Votants            | Votants     | Votants     | 12 284       | 54,59        | 12 058      | 53,60       |
| Blancs               | Blancs             | Blancs      | Blancs      | 327          | 2,66         | 671         | 5,56        |
| Nuls                 | Nuls               | Nuls        | Nuls        | 169          | 1,38         | 364         | 3,02        |
| Exprimés             | Exprimés           | Exprimés    | Exprimés    | 11 788       | 95,96        | 11 023      | 91,42       |
| * conseiller sortant |                    |             |             |              |              |             |             |

À l'issue du 1er tour des élections départementales de 2015, deux binômes sont en ballottage : Joëlle Huon et Georges Lostanlen (PS, 40,07 %) et Rolande Le Houerou et Yvon Tanguy (Union de la Droite, 25,78 %). Le taux de participation est de 54,59 % (12 284 votants sur 22 501 inscrits) contre 51,11 % au niveau départementalet 50,17 % au niveau national.
Au second tour, Joëlle Huon et Georges Lostanlen (PS) sont élus avec 62,93 % des suffrages exprimés et un taux de participation de 53,6 % (6 937 voix pour 12 058 votants et 22 498 inscrits).

#### Élections de juin 2021
| Candidats                | Partis                   | Partis                   | Nuance                   | Premier tour | Premier tour | Second tour | Second tour |
| Candidats                | Partis                   | Partis                   | Nuance                   | Voix         | %            | Voix        | %           |
| ------------------------ | ------------------------ | ------------------------ | ------------------------ | ------------ | ------------ | ----------- | ----------- |
| Joëlle Huon              |                          | PS                       | UG                       | 4 208        | 49,91        | 5 614       | 65,55       |
| Pierre Le Goff           |                          | DVG                      | UG                       | 4 208        | 49,91        | 5 614       | 65,55       |
| Sylvie Collonges         |                          | DVD                      | UCD                      | 1 947        | 23,09        | 2 950       | 34,45       |
| Thierry Riou             |                          | DVD                      | UCD                      | 1 947        | 23,09        | 2 950       | 34,45       |
| Michel Beaupré           |                          | UDB                      | UGE                      | 1 235        | 14,65        |             |             |
| Véronique Piriou Pereira |                          | EÉLV                     | UGE                      | 1 235        | 14,65        |             |             |
| Aurélie Colliou          |                          | RN                       | RN                       | 1 042        | 12,36        |             |             |
| Olivier Guéry            |                          | RN                       | RN                       | 1 042        | 12,36        |             |             |
|                          |                          |                          |                          |              |              |             |             |
| Suffrages exprimés       | Suffrages exprimés       | Suffrages exprimés       | Suffrages exprimés       | 8 432        | 96,21        | 8 564       | 94,34       |
| Votes blancs             | Votes blancs             | Votes blancs             | Votes blancs             | 213          | 2,43         | 323         | 3,56        |
| Votes nuls               | Votes nuls               | Votes nuls               | Votes nuls               | 119          | 1,36         | 191         | 2,10        |
| Total                    | Total                    | Total                    | Total                    | 8 764        | 100          | 9 078       | 100         |
| Abstention               | Abstention               | Abstention               | Abstention               | 13 988       | 61,48        | 13 679      | 60,11       |
| Inscrits / participation | Inscrits / participation | Inscrits / participation | Inscrits / participation | 22 752       | 38,52        | 22 757      | 39,89       |

Le premier tour des élections départementales de 2021 est marqué par un très faible taux de participation (33,26 % au niveau national). Dans le canton de Plouigneau, ce taux de participation est de 38,52 % (8 764 votants sur 22 752 inscrits) contre 35,55 % au niveau départemental. À l'issue de ce premier tour, deux binômes sont en ballottage : Joëlle Huon et Pierre Le Goff (Union à gauche, 49,91 %) et Sylvie Collonges et Thierry Riou (Union au centre et à droite, 23,09 %).
Le second tour des élections est marqué une nouvelle fois par une abstention massive équivalente au premier tour. Les taux de participation sont de 34,36 % au niveau national, 36,76 % dans le département et 39,89 % dans le canton de Plouigneau. Joëlle Huon et Pierre Le Goff (Union à gauche) sont élus avec 65,55 % des suffrages exprimés (5 614 voix pour 9 078 votants et 22 757 inscrits),,.

## Composition

### Composition avant 2015

Localisation du canton de Plouigneau avant 2015.

Le canton de Plouigneau regroupait sept communes.
| Nom                    | Code Insee | Codepostal  | Superficie (km2) | Population (dernière pop. légale) | Densité (hab./km2) |
| ---------------------- | ---------- | ----------- | ---------------- | --------------------------------- | ------------------ |
| Plouigneau (chef-lieu) | 29199      | 29610 29650 | 64,82            | 4 817 (2012)                      | 74                 |
| Botsorhel              | 29014      | 29650       | 25,64            | 459 (2012)                        | 18                 |
| Guerlesquin            | 29067      | 29650       | 21,83            | 1 366 (2012)                      | 63                 |
| Lannéanou              | 29114      | 29640       | 16,17            | 366 (2012)                        | 23                 |
| Plouégat-Moysan        | 29183      | 29650       | 14,97            | 667 (2012)                        | 45                 |
| Plougonven             | 29191      | 29640       | 69,32            | 3 338 (2012)                      | 48                 |
| Le Ponthou             | 29219      | 29650       | 1,34             | 168 (2012)                        | 125                |

### Composition à partir de 2015
Le canton de Plouigneau comprenait dix-sept communes entières à sa création.
À la suite de la fusion, au 1er janvier 2019, de Plouigneau et du Ponthou pour former la commune de Plouigneau, le nombre de communes descend à 16.
| Nom                                | Code Insee | Intercommunalité      | Superficie (km2) | Population (dernière pop. légale) | Densité (hab./km2) | Modifier                                    |
| ---------------------------------- | ---------- | --------------------- | ---------------- | --------------------------------- | ------------------ | ------------------------------------------- |
| Plouigneau (bureau centralisateur) | 29199      | CA Morlaix Communauté | 64,82            | 5 039 (2022)                      | 78                 | modifier les données · modifier les données |
| Botsorhel                          | 29014      | CA Morlaix Communauté | 25,64            | 428 (2022)                        | 17                 | modifier les données · modifier les données |
| Le Cloître-Saint-Thégonnec         | 29034      | CA Morlaix Communauté | 28,48            | 644 (2022)                        | 23                 | modifier les données · modifier les données |
| Garlan                             | 29059      | CA Morlaix Communauté | 13,34            | 1 063 (2022)                      | 80                 | modifier les données · modifier les données |
| Guerlesquin                        | 29067      | CA Morlaix Communauté | 21,83            | 1 259 (2022)                      | 58                 | modifier les données · modifier les données |
| Guimaëc                            | 29073      | CA Morlaix Communauté | 18,73            | 966 (2022)                        | 52                 | modifier les données · modifier les données |
| Lanmeur                            | 29113      | CA Morlaix Communauté | 26,47            | 2 367 (2022)                      | 89                 | modifier les données · modifier les données |
| Lannéanou                          | 29114      | CA Morlaix Communauté | 16,17            | 341 (2022)                        | 21                 | modifier les données · modifier les données |
| Locquirec                          | 29133      | CA Morlaix Communauté | 5,96             | 1 543 (2022)                      | 259                | modifier les données · modifier les données |
| Plouégat-Guérand                   | 29182      | CA Morlaix Communauté | 17,29            | 1 058 (2022)                      | 61                 | modifier les données · modifier les données |
| Plouégat-Moysan                    | 29183      | CA Morlaix Communauté | 14,97            | 720 (2022)                        | 48                 | modifier les données · modifier les données |
| Plouezoc'h                         | 29186      | CA Morlaix Communauté | 15,83            | 1 640 (2022)                      | 104                | modifier les données · modifier les données |
| Plougasnou                         | 29188      | CA Morlaix Communauté | 33,94            | 3 035 (2022)                      | 89                 | modifier les données · modifier les données |
| Plougonven                         | 29191      | CA Morlaix Communauté | 69,32            | 3 398 (2022)                      | 49                 | modifier les données · modifier les données |
| Plourin-lès-Morlaix                | 29207      | CA Morlaix Communauté | 40,92            | 4 529 (2022)                      | 111                | modifier les données · modifier les données |
| Saint-Jean-du-Doigt                | 29251      | CA Morlaix Communauté | 19,81            | 683 (2022)                        | 34                 | modifier les données · modifier les données |
| Canton de Plouigneau               | 2920       |                       | 433,52           | 28 713 (2022)                     | 66                 | modifier les données                        |

## Démographie

### Démographie avant 2015
| 1962  | 1968  | 1975  | 1982   | 1990   | 1999   | 2006   | 2011   | 2012   |
| ----- | ----- | ----- | ------ | ------ | ------ | ------ | ------ | ------ |
| 8 881 | 8 668 | 9 093 | 10 244 | 10 577 | 10 306 | 10 617 | 11 125 | 11 181 |

### Démographie depuis 2015
En 2022, le canton comptait 28 713 habitants, en évolution de +1,42 % par rapport à 2016 (Finistère : +2,16 %, France hors Mayotte : +2,11 %).
| 2013   | 2018   | 2022   |
| ------ | ------ | ------ |
| 28 191 | 28 407 | 28 713 |